# Carl C:son Broman
Carl Carlsson Broman, född 3 oktober 1703, död 17 april 1784, var en svensk landshövding. Han var bror till Erland Carlsson Broman och far till Friedrich Conrad Albrekt Broman.

## Bana
Broman blev hovjunkare 5 mars 1722, vice ceremonimästare 1733, kammarherre 1737, ceremonimästare 1743, hovmarskalk 17 mars 1748, landshövding i Älvsborgs län 23 augusti 1749 och i Stockholms län efter byte med Adolf Mörner 21 januari 1751 och riddarhusdirektör från 1750-talet till 1762. Han erhöll avsked 29 juni 1762.

## Hedersbetygelser
Broman blev riddare av Nordstjärneorden 7 november 1748.

## Familj
Carl Broman var son till lagmannen i Västernorrlands lagsaga Carl Broman och Eva Hök, dotter till brukspatron Anders Larsson Höök. Han gifte sig med Antoinetta Maria Stjerncrona, dotter till kommissarien i Kommerskollegium, assessor Peter Stjerncrona och Elisabeth Amya.